# Wu Tingfang

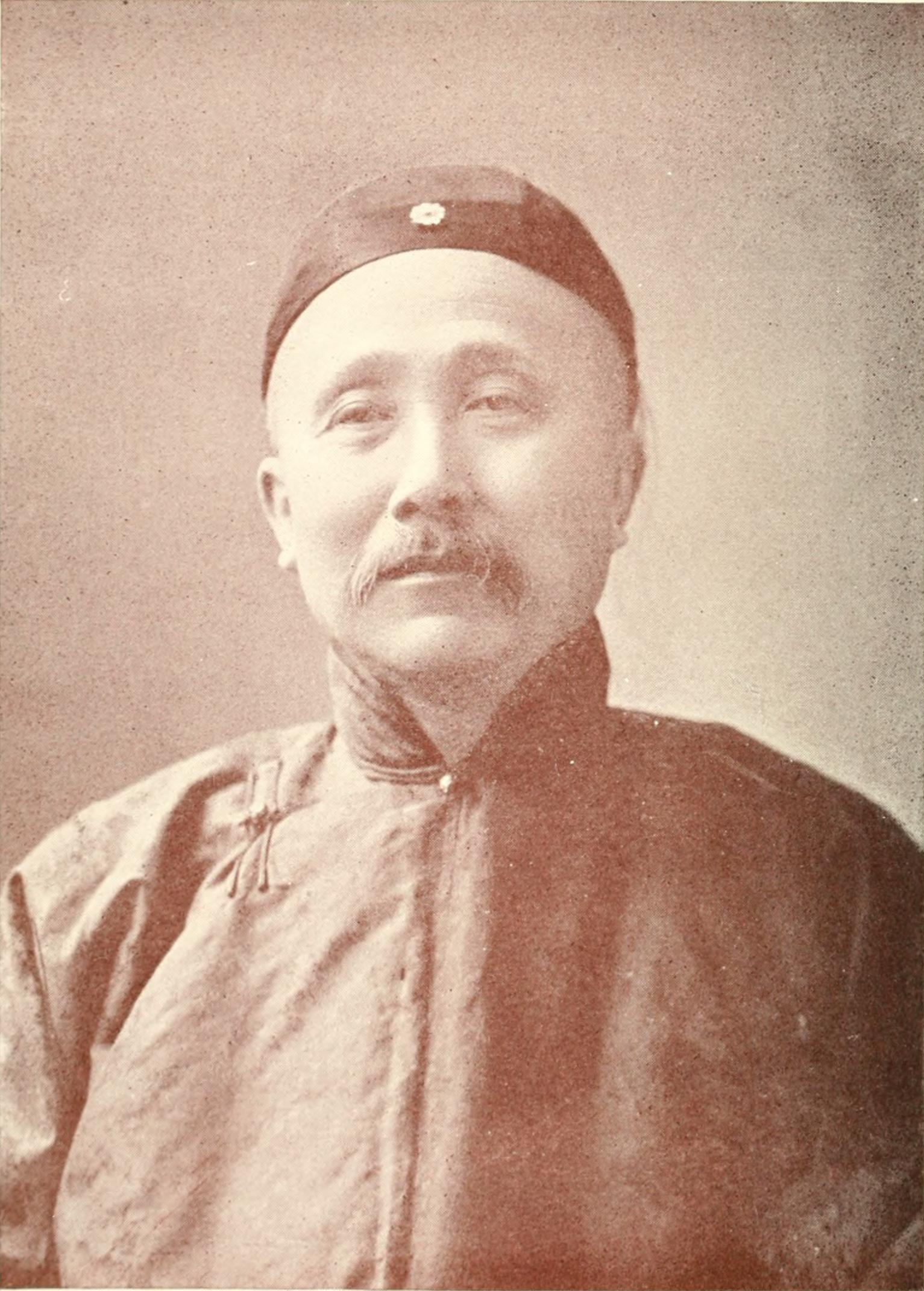
Minister Wu Tingfang

Dr. Wu Tingfang (Chinees: 伍廷芳; pinyin: Wǔ Tíngfāng) (Malakka, 30 juli 1842 - Guangzhou, 23 juni 1922) was een Chinees staatsman. Hij ging naar school in Hongkong en studeerde later rechtsgeleerdheid aan het University college in Londen. Hij was de eerste Chinees die een doctoraat in de rechten verwierf. Vanuit China werd hij als diplomaat uitgezonden naar de Verenigde Staten, Mexico, Peru en Cuba.
Hij was een tijd medewerker van Sun Yat-sen en eerste minister ad interim.

## Publicaties
- America through the spectacles of an Oriental diplomat (1914)

- Bibliothèque nationale de France: cb16776173k (data)
- CiNii: DA10631846
- Gemeinsame Normdatei: 119094339
- International Standard Name Identifier: 0000 0000 8107 3383
- Library of Congress Control Number: n80137494
- National Archives and Records Administration: 10567688
- National Central Library: 000003601
- Nationale Bibliotheek van Tsjechië: xx0304343
- Nationale bibliotheek van Australië: 35143371
- Nationale Bibliotheek van Israël: 987007321686005171
- Nederlandse Thesaurus van Auteursnamen: 142430560
- SNAC: w6pp1xt7
- Système universitaire de documentation: 271384409
- Trove: 840754
- Virtual International Authority File: 27873843
- WorldCat: E39PBJtMvvfY3Wh4Pf9QQ6mrv3